# Агстафинський район
Агстафинський район (азерб. Ağstafa) — адміністративна одиниця (район) на північному заході Азербайджану. Центр — місто Агстафа.

## Етимологія
Назва району походить від назви райцентру, міста Агстафа. Сам же топонім Агстафа отримав назву по річці Агстафачай, що протікає через місто. Гідронім «Агстафа» походить від слова «ахсу» (питна вода) і «тафа» (дзвін), в сенсі «дзвінка ріка».

## Історія
Район утворено 24 січня 1939 року. 4 грудня 1959 року ліквідовано, а територію приєднано до Ґазаського району.
24 квітня 1990 року рішенням Президії Верховної Ради Азербайджанської РСР Агстафинський район виділено зі складу Ґазаського району на території 1939—1959 років.

## Географія і природа
Район межує на заході з Ґазаським районом, а на сході — з Товузьким районом, на півночі з Грузією, на півдні з Вірменією.
Агстафинський район розташований на північно-східному схилі Великого Кавказу, на Гянджа-Ґазаській похилій рівнині і Джейранчельській низовині. Рельєф району переважно низовинний (Гянджа-Ґазаська та Караязінська рівнини), невеликі території на заході та північному заході — гористі. Територія району утворена з крейдяних, палеогенових і антропогенових відкладів. З корисних копалин — будівельний камінь, бентонітова глина, пісок, гравій, сировина для цементу тощо. На території району поширені гірсько-каштанові, гірські сіро-бурі, каштанові і гірсько-лісові світло-каштанові ґрунти. Рослини степового і напівпустельного типу, території заростають полином і солянкою. На березі Кури поширені тугайні ліси. З тварин на території району проживають ведмеді, вовки, лисиці, кабани, сірі зайці, польові миші та інші. З птахів — турачі, куріпки, голуби, фазани. На території розташований Караязінський національний заповідник, створений для охорони тугайних лісів; із звірів тут мешкають кабани, вовки, лисиці, зайці, борсуки, білки, з птахів — куріпки, орли, із перелітних птахів — качки, білі і чорні лебеді, лелеки та інші.
Клімат помірний спекотний, сухий субтропічний. Зима, найчастіше, посушлива. Середня температура січня -5,0 — 0°С, липня 18 — 25°С. Середньорічний рівень опадів — 350—700 мм. Через Агстафинський район протікають річки Кура, Агстафа і Гасансу. Є солоні озера.

## Населення
| Чисельність населення | Чисельність населення | Чисельність населення | Чисельність населення | Чисельність населення | Чисельність населення | Чисельність населення |
| 1939                  | 1991                  | 1999                  | 2009                  | 2013                  | 2014                  | 2018                  |
| --------------------- | --------------------- | --------------------- | --------------------- | --------------------- | --------------------- | --------------------- |
| 31 257                | ▲63 600               | ▲73 994               | ▲80 222               | ▲82 700               | ▲83 600               | ▲87 200               |

2009 року густота населення становила 52 особи/км2.
На 2009 рік 75 % населення проживає в селах.

## Адміністративний устрій
До складу Агстафинського району входять: одне місто, дев'ять селищ (Вургун, Пойлу, Шекерлі, Джейранчель, Салогли, Союгбулаг, Союгбулаглар, Азі Асланов, Гараязи) і двадцять дев'ять сіл.
В районі діє 24 муніципалітети.

## Господарство і економіка району
Нині район належить до Гянджа-Ґазаського економічного району. Агстафинський район є переважно сільськогосподарським районом. В районі процвітає виноградарство, тваринництво і хліборобство. У господарствах на 2004 рік містилося 21008 голів великої, 145992 голови дрібної рогатої худоби і 221913 голови птиці. Родючих земель у районі 115,8 тисяч гектарів, з них 72,9 тисячі гектарів виділено під пасовища, 20,5 тисяч гектарів засіяно. Збутом і обігом продукції займається АТВТ «Агстафинське державне підприємство з виробництва сільськогосподарської продукції». 2017 року виноградарі району отримали понад 2,8 тисячі тонн винограду.
В районі діють 26 промислових об'єктів. Промислові підприємства району переважно займаються виробництвом сільськогосподарської продукції і обробною промисловістю. В районі діють завод молока і молочних продуктів (АТВТ «Ceyrançöl»), тваринницький комплекс, піщано-гравієвий і кам'яний кар'єри, завод з видобутку вулканічного попелу, асфальтовий завод, ткацька і килимоткацька фабрики.

## Інфраструктура
Через територію району проходить загалом 112 кілометрів автодоріг республіканського значення та 66,2 кілометрів залізниць. Через Агстафинський район проходять нафтопроводи Баку — Тбілісі — Джейхан і Баку — Супса, газопровід Баку — Ерзурум.
Для постійного забезпечення населення електроенергією в Агстафинському районі працюють підстанції і трансформатори.
Всі населені пункти забезпечені телефонним зв'язком, 85 % всіх АТС у районі — електронні.

## Культура, освіта та охорона здоров'я
В районі з видається громадсько-політична газета «Агстафа».
В районі на 2009 рік було 34 дошкільні заклади, 39 загальноосвітніх шкіл, в яких навчалося на той момент 12542 учні, середня технічна школа, 38 будинків культури та клубів, 2 музеї та 49 бібліотек.
В Агстафинському районі є 13 лікарень на 560 ліжок, 1 поліклініка, 7 лікарських амбулаторій, 1 дитяча поліклініка, центр епідеміології та гігієни, 18 фельдшерсько-акушерських пунктів. На 2009 рік в медзакладах району працював 131 лікар, 8 стоматологів, 455 середніх медичних працівників, серед яких 59 акушерів.
Агстафинський район багатий на архітектурні пам'ятки. У селі Даш Салахли розташований албанський храм (VII ст.), вежа в селі Кирак Кесаман (XVII століття), дві мечеті XIX століття, будинок Ісрафіл-аги (1900), комплекс мавзолеїв у селі Пойлу (8 мавзолеїв, XIX століття), мечеті в селах Дюзкишлак, Карагасанлі, Колхалфалі, Даг Кесаман (всі XIX століття). Серед археологічних пам'яток слід відзначити низку місць розкопок, де виявлено сліди культури палеоліту, неоліту, енеоліту тощо.